# エーエフシー
株式会社エーエフシー（アルファベット表記：AFC）は、日本の化粧品・サプリメント（健康食品）の通信販売業。本社は静岡市駿河区にある。
社名の「AFC」は「未来創造企業（Advanced Future Creative）」という意味である。

## 沿革・概要
1982年、浅山忠彦（現：会長）が味王食品株式会社の健康食品通信販売部門「浅山ファミリークラブ」として発足させる。
1993年に株式会社に組織変更し、社名を「株式会社エーエフシー」とする。
2005年、現住所に新社屋完成。健康食品だけでなく、家具やリビング品、日用雑貨も取り扱った経歴がある。
2011年、全国の百貨店に展開する株式会社AFCもりや及び株式会社正直村を吸収合併する。

## 関連会社
- 株式会社AFC-HDアムスライフサイエンス（AMS） - 製造
- 株式会社日本予防医学研究所（NYK） - 研究開発
- 株式会社けんこうTV（KTV） - 情報発信。240スタイルも参照。
- 本草製薬株式会社 - 製薬会社

## 関連番組
- ハローショッピング
出演者：マッハ文朱、ベガス味岡、井上佳代子